# Misaki Oshigiri
Misaki Oshigiri (Japans: 押切美沙紀, Oshigiri Misaki) (Nakasatsunai (Subprefectuur Tokachi), 29 september 1992) is een voormalig Japans schaatsster. In 2012 schaatste ze haar eerste wereldbekerwedstrijd. In 2014 schaatste ze op de Olympische Winterspelen op de ploegenachtervolging voor Japan, waar ze in de halve finale door de Nederlandse dames werden uitgeschakeld, Oshigiri werd vierde. In 2016 kwam ze zowel op de WK afstanden als op de WK allround uit.

## Rrecords

### Persoonlijke records[4]
| Afstand    | Tijd    | Datum            | Baan           |
| ---------- | ------- | ---------------- | -------------- |
| 500 meter  | 38,59   | 29 januari 2016  | Stavanger      |
| 1000 meter | 1.15,45 | 6 februari 2016  | Inzell         |
| 1500 meter | 1.53,02 | 5 december 2021  | Salt Lake City |
| 3000 meter | 4.00,94 | 3 december 2021  | Calgary        |
| 5000 meter | 7.01,17 | 10 februari 2022 | Peking         |

#### Wereldrecords laaglandbaan (officieus)
| Nr. | Afstand                    | Tijd    | Datum            | Baan   |
| --- | -------------------------- | ------- | ---------------- | ------ |
| 1.  | Achtervolging (6 ronden) * | 2.57,75 | 03 december 2016 | Astana |

|  | = huidig wereldrecord |

- * samen met Miho Takagi & Nana Takagi

## Resultaten
| Jaar | WK Allround         | WK Afstanden                                           | Olympische Spelen          | Wereldbeker                 | WK Junioren                          |
| ---- | ------------------- | ------------------------------------------------------ | -------------------------- | --------------------------- | ------------------------------------ |
| 2010 |                     |                                                        |                            |                             | 9e 500m · 11e 1500m · achtervolging  |
| 2011 |                     |                                                        |                            |                             | 8e · (, 9e, 11e, 8e) · achtervolging |
|      |                     |                                                        |                            |                             |                                      |
| 2013 |                     |                                                        |                            | 36e 1500m                   |                                      |
| 2014 |                     |                                                        | 22e 1500m 4e achtervolging | 39e 1500m                   |                                      |
| 2015 |                     |                                                        |                            | 32e 1500m                   |                                      |
| 2016 | 5e · (, 6e, 6e, 6e) | 11e 1500m · 14e 3000m · 11e massastart · achtervolging |                            | 37e 500m 8e 1500m 10e 3k/5k |                                      |
| 2017 |                     | 12e 1500m · achtervolging                              |                            | 9e 1500m 23e 3k/5k          |                                      |
| 2018 |                     |                                                        | 9e 5000m                   | 0p 1000m 28e 3k/5k          |                                      |
|      |                     |                                                        |                            |                             |                                      |
| 2022 |                     |                                                        | 8e 5000m                   | 11e 1500m 9e 3k/5k          |                                      |